# Sân bay Bétou
Sân bay Bétou (IATA: BTB, ICAO: FCOT) là một sân bay ở Bétou, tỉnh Likouala, Cộng hòa Congo.

## Vị trí và cơ sở vật chất
Sân bay nằm cách thị trấn 500 m về phía tây nam, trên độ cao 1168 ft (356 m) so với mực nước biển. Nó có một đường băng đất dài 1000 m.